# Os maxillaire
« Maxillaire » redirige ici. Pour les articles homophones, voir Max Hilaire et Max Hillaire.

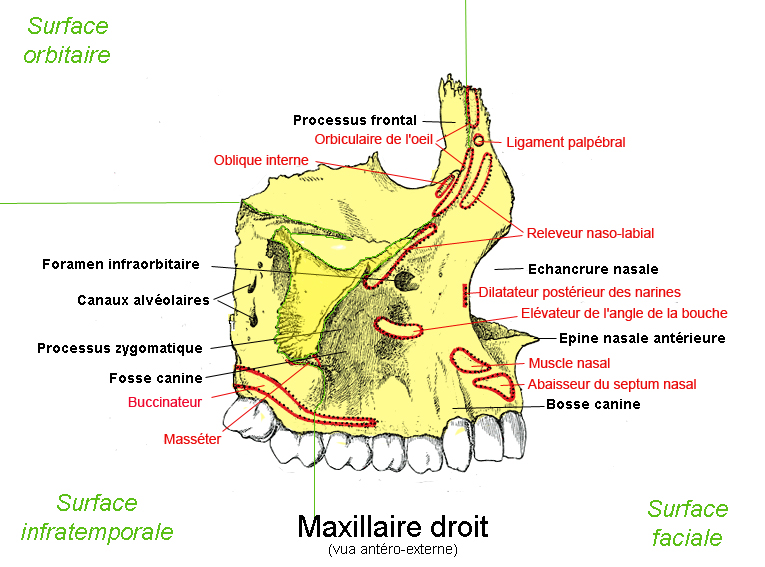
Maxillaire humain droit. Vue antéro-externe.

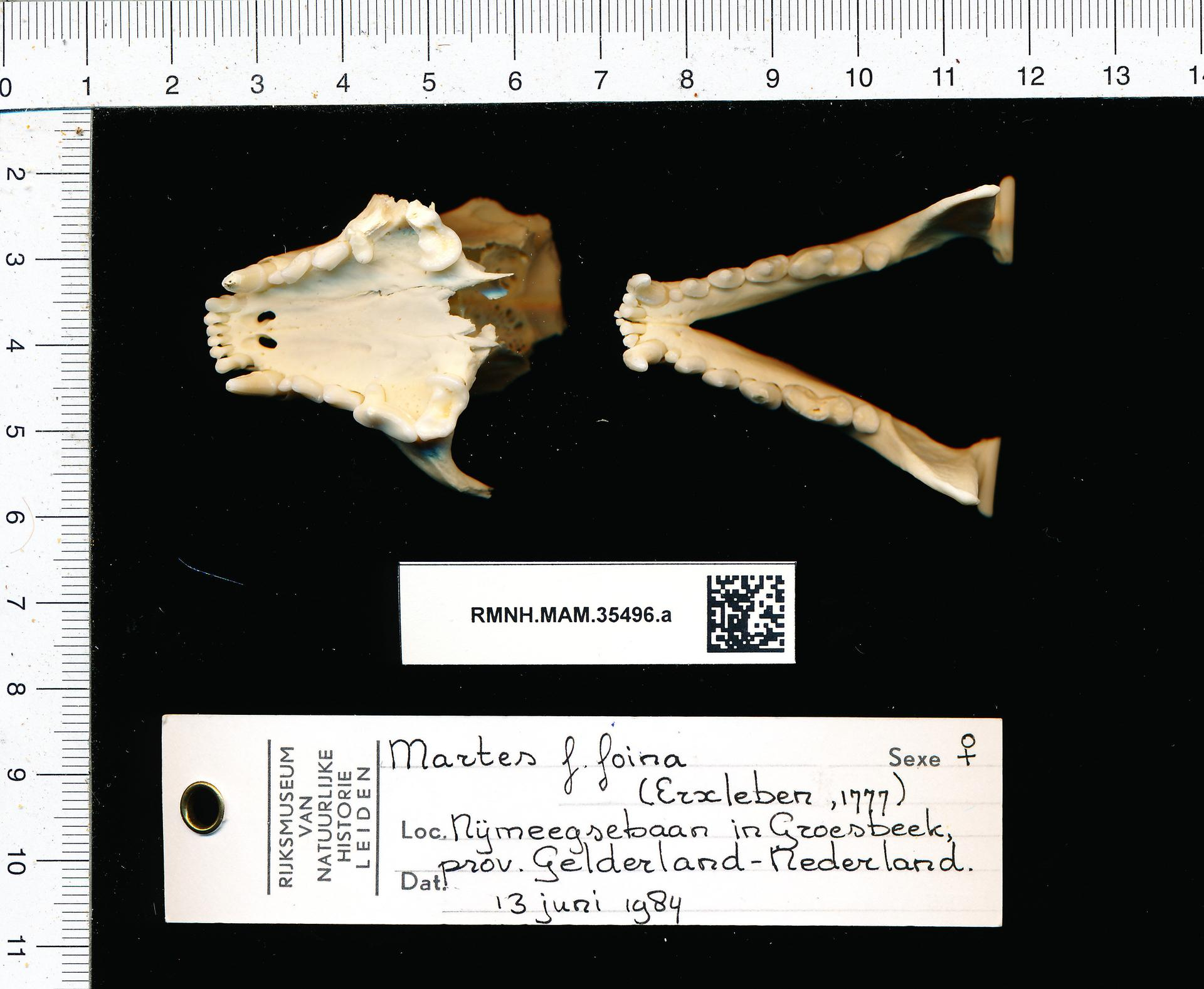
Mâchoires de fouine (sous-espèce Martes foina foina), le maxillaire est à gauche.

Le maxillaire (anciennement maxillaire supérieur) est un os pair et asymétrique participant au massif facial. On en dénombre deux, accolés l'un à l'autre et symétriques par rapport à la ligne médiane.

## Situation
Il compose, avec son homologue, l'arcade dentaire supérieure (qui s'articule avec l'arcade dentaire inférieure par l'intermédiaire des dents), la partie inférieure de l'orbite osseuse, la face latérale des fosses nasales ainsi que le palais osseux. Il s'articule avec tous les os du massif facial supérieur : os palatin, os zygomatique, os lacrymal, cornet nasal inférieur, nasal et vomer. Concernant les os du crâne, le maxillaire s'articule avec l'os frontal et l'os ethmoïde.
Il se compose d'un corps creusé d'un sinus maxillaire et d'un processus frontal.

## Constitution
L'os maxillaire est un os irrégulier, de forme pyramidale, il présente à décrire :
- cinq faces ;
- six bords ;
- une base ;
- un sommet ;
- quatre processus ;
- un sinus, le sinus maxillaire, en relation avec le nez.

### Les faces
Elles sont au nombre de cinq :
- la face antérieure, ou jugale, sous cutanée et palpable ;
- la face postérieure, impliquée dans la constitution des fosses infratemporales et ptérygo-palatines ;
- la face supérieure, ou orbitaire, qui compose la paroi inférieure de la cavité orbitaire.
- la face inférieure , comprend 2 parties : une partie latérale correspondant au rebord alvéolaire, et une partie médiale qui correspond au processus palatin du maxillaire.
- la face médiale qui contient le hiatus

### La base et le sommet
Le maxillaire a une forme plus ou moins pyramidale, la base est médiale, et forme en partie la paroi latérale de la cavité nasale ainsi que la paroi supérieure de la cavité orale. Cet ensemble se poursuit par l'os palatin. Le sommet est constitué par le processus zygomatique du maxillaire, qui s'articulera avec l'os zygomatique.

### Les processus
On en distingue quatre :
- le processus frontal qui s'articule avec l'os lacrymal, le nasal, le frontal (bord nasal) et l'ethmoïde ;
- le processus palatin qui sépare les cavités nasales de la cavité orale ;
- le processus alvéolaire, en forme d'arc, creusé en cavités recevant les dents ;
- le processus zygomatique, participant à la formation de l'arcade zygomatique.

### Le sinus maxillaire
Il s'agit d'une cavité pneumatique en relation avec la cavité nasale, son volume varie en fonction de l'âge et des individus. Les dents qui sont en regard de cette cavité sont appelées « dents antrales ».

## Embryologie
L'os maxillaire est d'origine membraneuse avec deux points d'ossification apparaissant à la 7ème semaine de grossesse qui fusionnent au 3ème mois de grossesse.
Le premier point se situe à l'avant formant l'os incisif et le deuxième à l'arrière formant le post-maxillaire.

## Anatomie comparée
Chez la plupart des vertébrés, la partie la plus avancée de la mâchoire supérieure portant les incisives est un os séparé : le prémaxillaire.
Chez les mammifères, les os se sont courbés vers l'intérieur, créant le processus palatin formant le toit de la bouche.
Chez les poissons osseux, les amphibiens et les reptiles, le maxillaire et le prémaxillaire sont des os en forme de plaque, ne formant les côtés de la mâchoire supérieure et une partie du visage, le prémaxillaire formant également la limite inférieure des narines.
Les poissons cartilagineux, comme les requins, sont également dépourvus d'un vrai maxillaire. Leur mâchoire supérieure est plutôt formée d'une barre cartilagineuse qui n'est pas homologue à l'os que l'on trouve chez d'autres vertébrés.
Les oiseaux n'ont pas de maxillaire au sens strict. La partie correspondante de leur bec (constituée principalement du prémaxillaire) est appelée "mandibule supérieure".

## Galerie

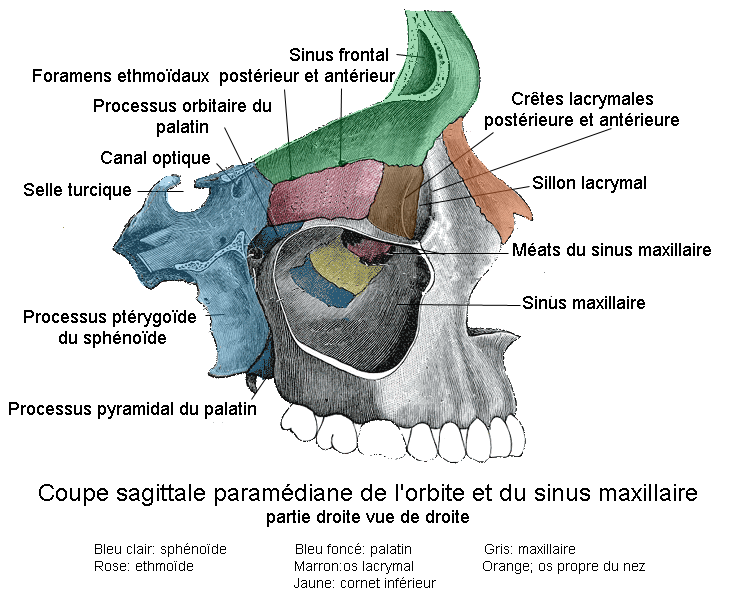
Coupe sagittale para-médiane
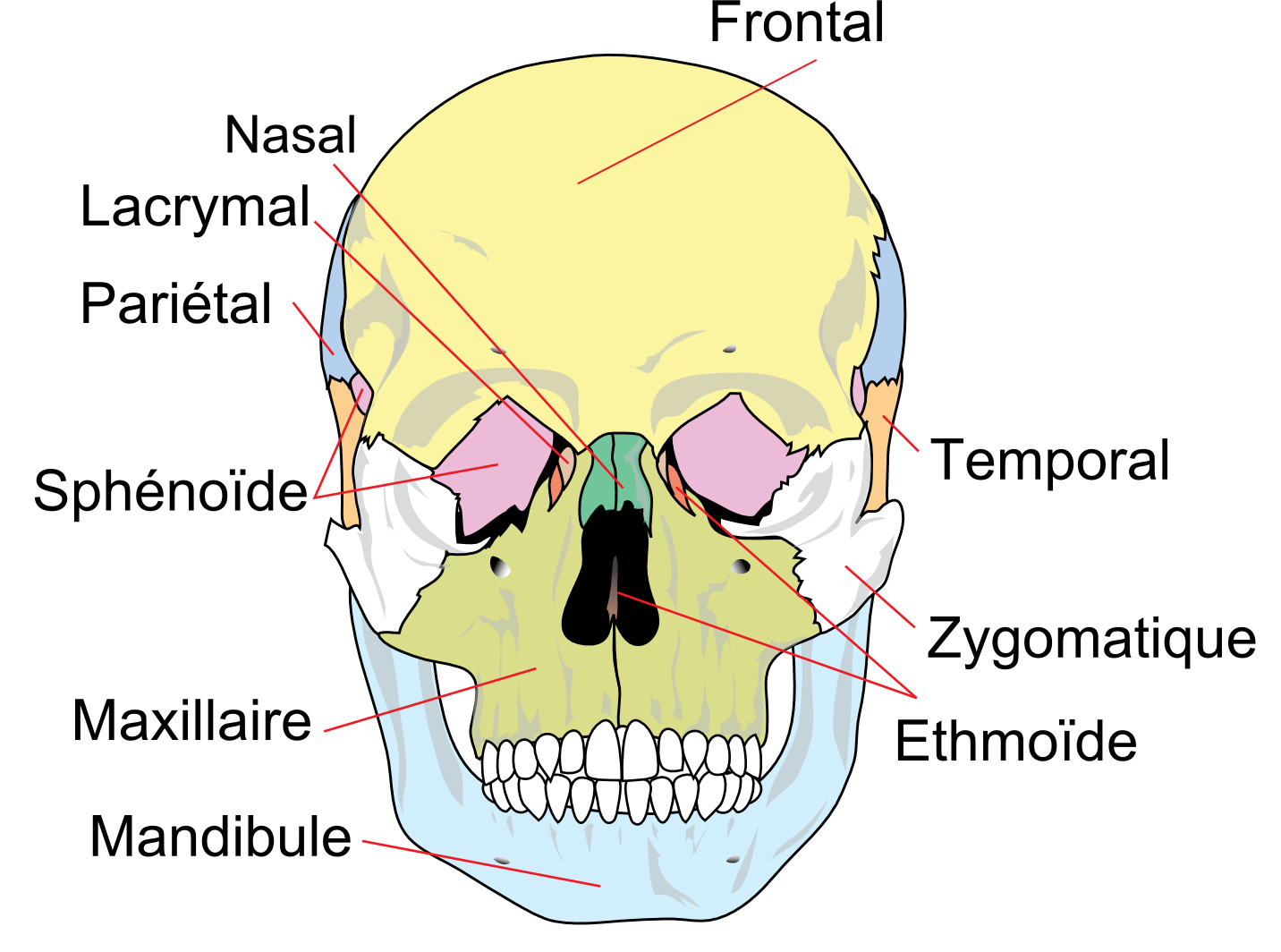
Les os du crâne